# Дементіївська волость
Дементіївська волость — адміністративно-територіальна одиниця Харківського повіту Харківської губернії.

Найбільші поселення волості станом на 1914 рік:
- село Дементіївка — 3600 мешканців.
- село Прудянка — 1345 мешканців.
- село Гоптівка — 1234 мешканців.

Старшиної волості був Рябовол Іван Митрофанович, волосним писарем — Кусков Василь Михайлович, головою волосного суду — Велічко Михайло Іванович.